# کامیننا گورا
کامیننا گورا (به لهستانی:  Kamienna Góra) یک منطقهٔ مسکونی در لهستان است که در شهرستان کامینا گورا واقع شده‌است.
 کامیننا گورا ۱۷٫۹۷ کیلومتر مربع مساحت و ۲۱٬۴۴۰ نفر جمعیت دارد.

## خواهرخوانده
شهرهای بیترفلد-ولفن، ولفلبوتل، ایانگورود، بارسلوس، ویرزون، تروتنو و بخش هیبی خواهرخوانده‌های کامیننا گورا هستند.